# Утка (аэродинамическая схема)

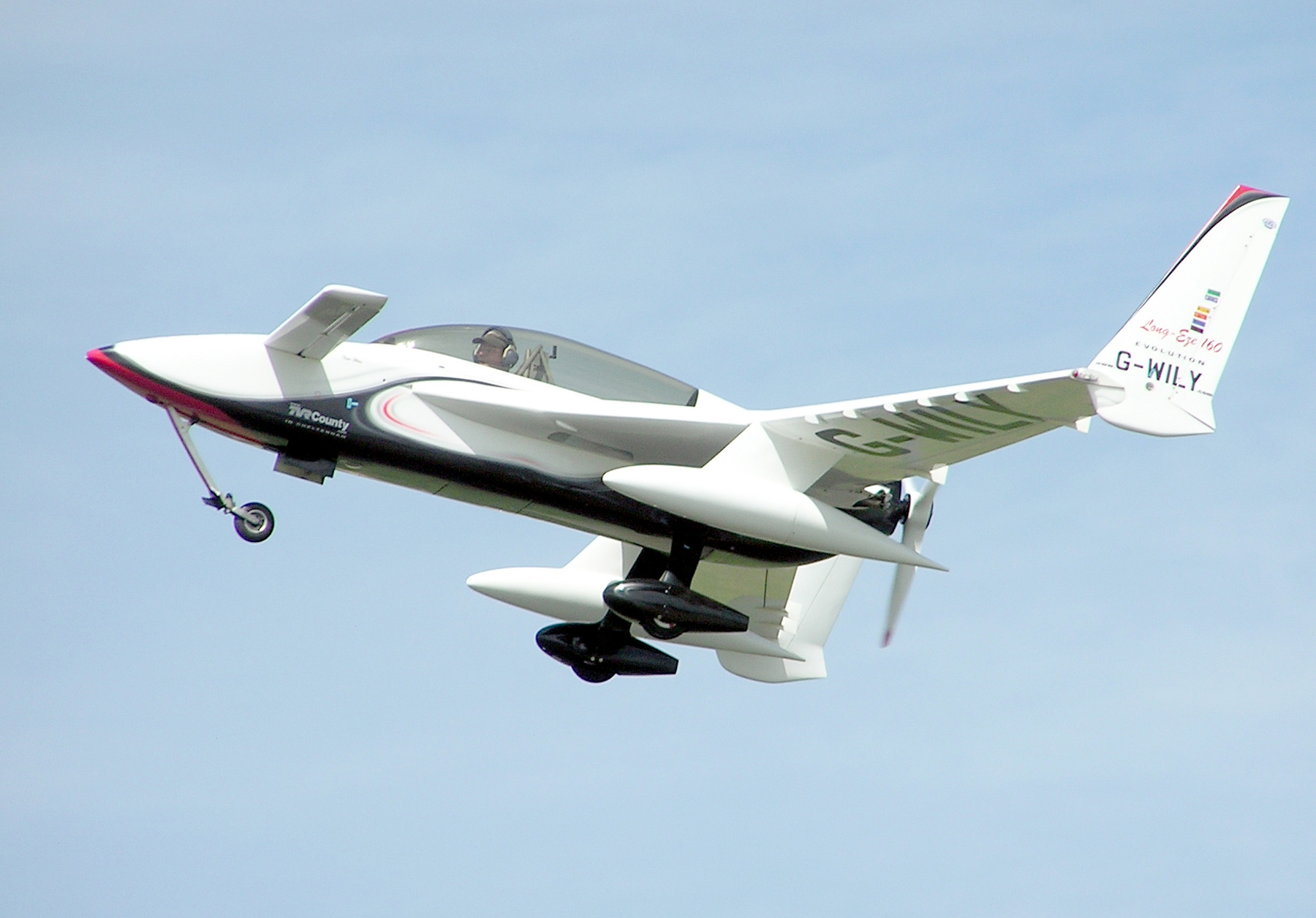
Rutan Model 61 Long-EZ. Пример самолёта, построенного по аэродинамической схеме «утка».

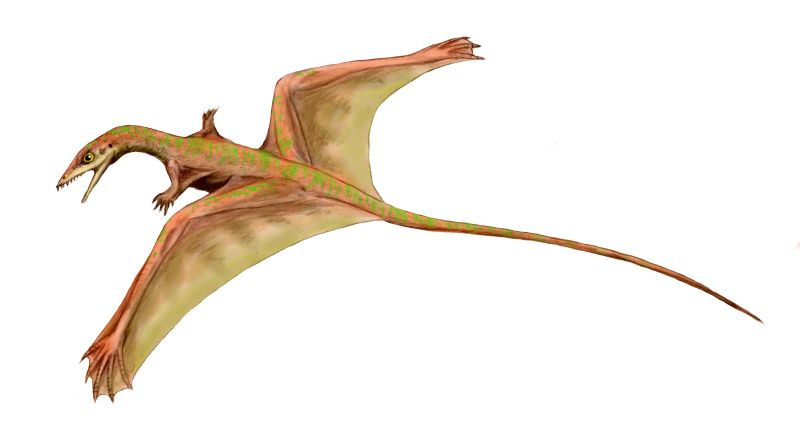
Шаровиптерикс в полёте

«У́тка» — аэродинамическая схема, при которой у летательного аппарата (ЛА) горизонтальное оперение расположено впереди основного крыла. Названа так потому, что один из первых самолётов, сделанных по этой схеме — «14-бис» Сантос-Дюмона, — напомнил зрителям утку.

## Преимущества

#### Отсутствие «потерь на балансировку»
Крыло с несущим профилем в большинстве случаев обладает пикирующим моментом, то есть при обтекании его потоком воздуха кроме подъёмной силы возникает ещё и момент силы, стремящийся повернуть крыло передней кромкой вниз. Для сохранения стабильного положения самолёта в пространстве необходимо компенсировать пикирующий момент. При классической аэродинамической схеме для этого используют стабилизатор (горизонтальное оперение), расположенный позади крыла и создающий отрицательную подъёмную силу, то есть как бы опускающий хвостовую часть самолета вниз. При этом общая подъёмная сила самолёта уменьшается на величину опускающей силы стабилизатора. В авиации это называется «потеря на балансировку». 
В схеме «утка» для компенсации пикирующего момента основного крыла стабилизатор, размещённый впереди крыла, создаёт положительную подъёмную силу, поддерживает носовую часть самолета. Подъёмные силы горизонтальных плоскостей (крыльев и стабилизатора) направлены в одном направлении и складываются. Получается, что стабилизатор также является несущей поверхностью.
Самолёты, сделанные по схеме «утка», управляются по тангажу без потерь подъёмной силы на балансировку, имеют лучшую грузоподъёмность на единицу площади горизонтальных поверхностей и лучшую маневренность по тангажу. Указанные свойства аэродинамической схемы позволяют рассчитывать на получение более высоких несущих свойств и более высокого аэродинамического качества самолёта.

#### Управляемость в штопоре
У схемы «утка» почти нет эффекта сваливания, самолёт практически не может войти в неуправляемый плоский штопор. Это объясняется тем, что основное крыло смещено назад от центра тяжести самолёта и стабилизирует самолёт при падении. Кроме того, при потере скорости или большом угле атаки срыв воздушного потока происходит прежде на стабилизаторе, и самолет слегка опускает нос («клюёт»), тем самым предотвращая срыв потока на основном крыле и переводя ЛА в режим управляемого пикирования.

## Недостатки

#### «Тенденция к клевку»
Самолёты, построенные по аэродинамической схеме «утка», имеют тенденцию, которая в одном случае является достоинством, а в другом — серьёзным недостатком, и называется «тенденция к клевку». «Клевок» наблюдается при большом угле атаки самолёта, близкому к критическому. Угол атаки и профиль стабилизатора выбирают таким образом, что срыв потока на стабилизаторе происходит раньше, чем на крыле. Срыв потока резко уменьшает подъёмную силу стабилизатора, что сопровождается самопроизвольным опусканием носа самолёта — «клевком», который предотвращает переход к сваливанию и увеличивает безопасность полёта на высоте, но очень опасен при взлёте и посадке. С применением электродистанционной системы управления (ЭДСУ) все положения стабилизатора на разных режимах полёта, приводящие к «клевку», ограничиваются компьютером, вне зависимости от управляющих воздействий пилота на органы управления ЛА.

#### Большая радиолокационная заметность
Существует мнение, что расположенный спереди стабилизатор способствует увеличению эффективной площади рассеяния (ЭПР) самолёта, а потому считается нежелательным для истребителей пятого поколения (например российский Су-57 использует поворотные части наплывов крыла в качестве стабилизаторов), выполненных с соблюдением технологий радиолокационной малозаметности. Однако указанные самолёты имеют хвостовое горизонтальное оперение большей площади, которое в зависимости от своего положения также увеличивает ЭПР. Поэтому ЛА с передним или задним горизонтальным оперением будет одинаково проигрывать в ЭПР ЛА без горизонтального оперения (летающее крыло, бесхвостка).

#### Ограниченный обзор пилота
Также пилоты, привыкшие летать на самолётах с классической аэродинамической схемой, при полётах на «утке» жалуются на ограничение обзора, создаваемого стабилизатором. Устранить этот недостаток можно на стадии проектирования ЛА переносом стабилизатора из зоны обзора (например за кабину пилота, как на «Рафалях», «Саабах» и других летательных аппаратах).

## Похожие схемы
«Бесхвостка с передним горизонтальным оперением» — схема, в которой переднее оперение используется не для управления по тангажу, а для улучшения взлётно-посадочных характеристик или балансировки на сверхзвуковых скоростях (к примеру, Ту-144 и North American XB-70 Valkyrie).
«Утка» с близкорасположенным передним крылом — схема, в которой основное крыло расположено в зоне скоса потока от переднего горизонтального оперения. По такой схеме сбалансирован, например, МиГ 1.44.
Также различные разновидности схемы «утка» используются для многих управляемых ракет.

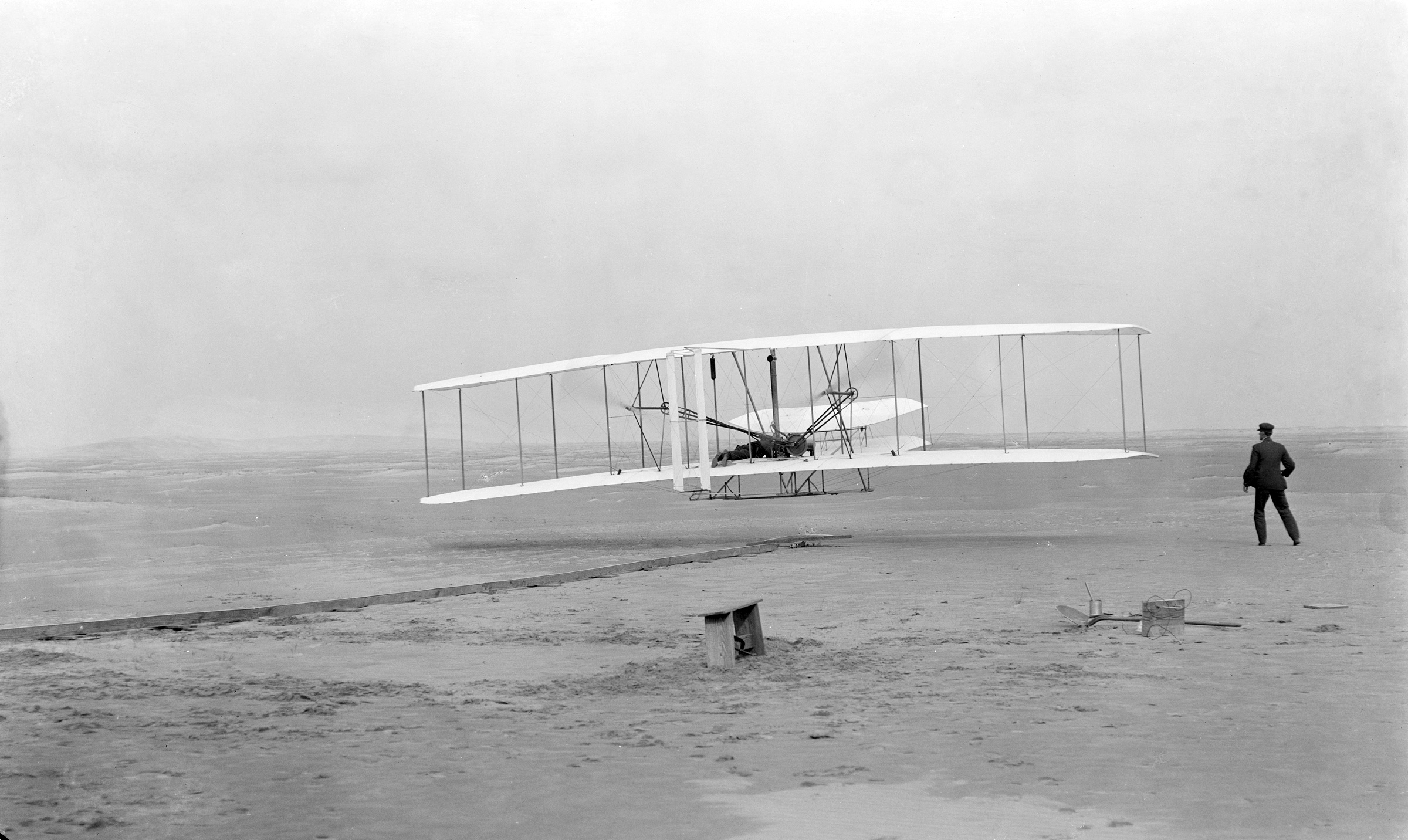
Самый первый аэроплан Wright Flyer использовал схему «утка».
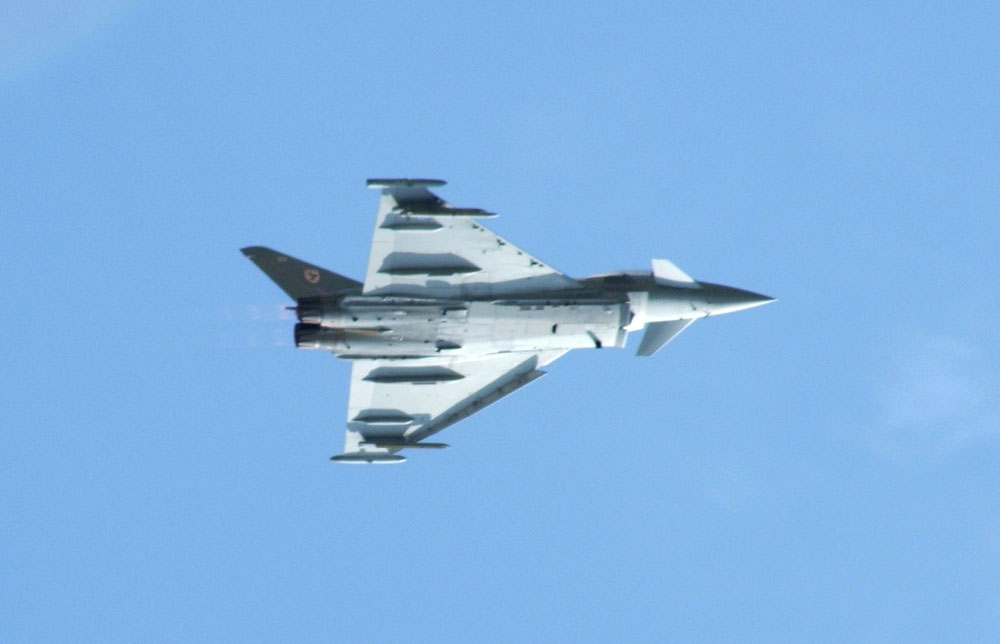
Eurofighter Typhoon
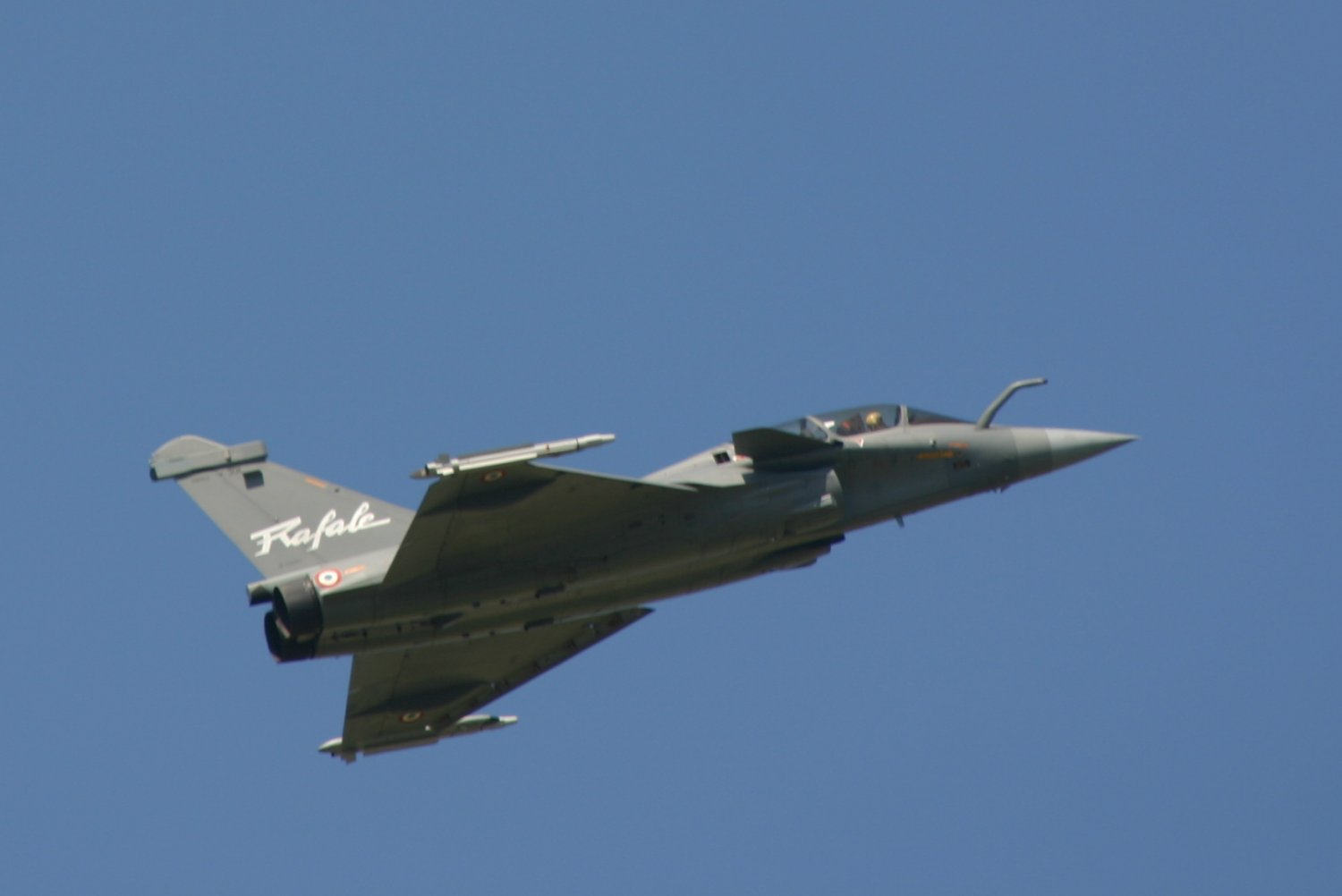
Dassault Rafale
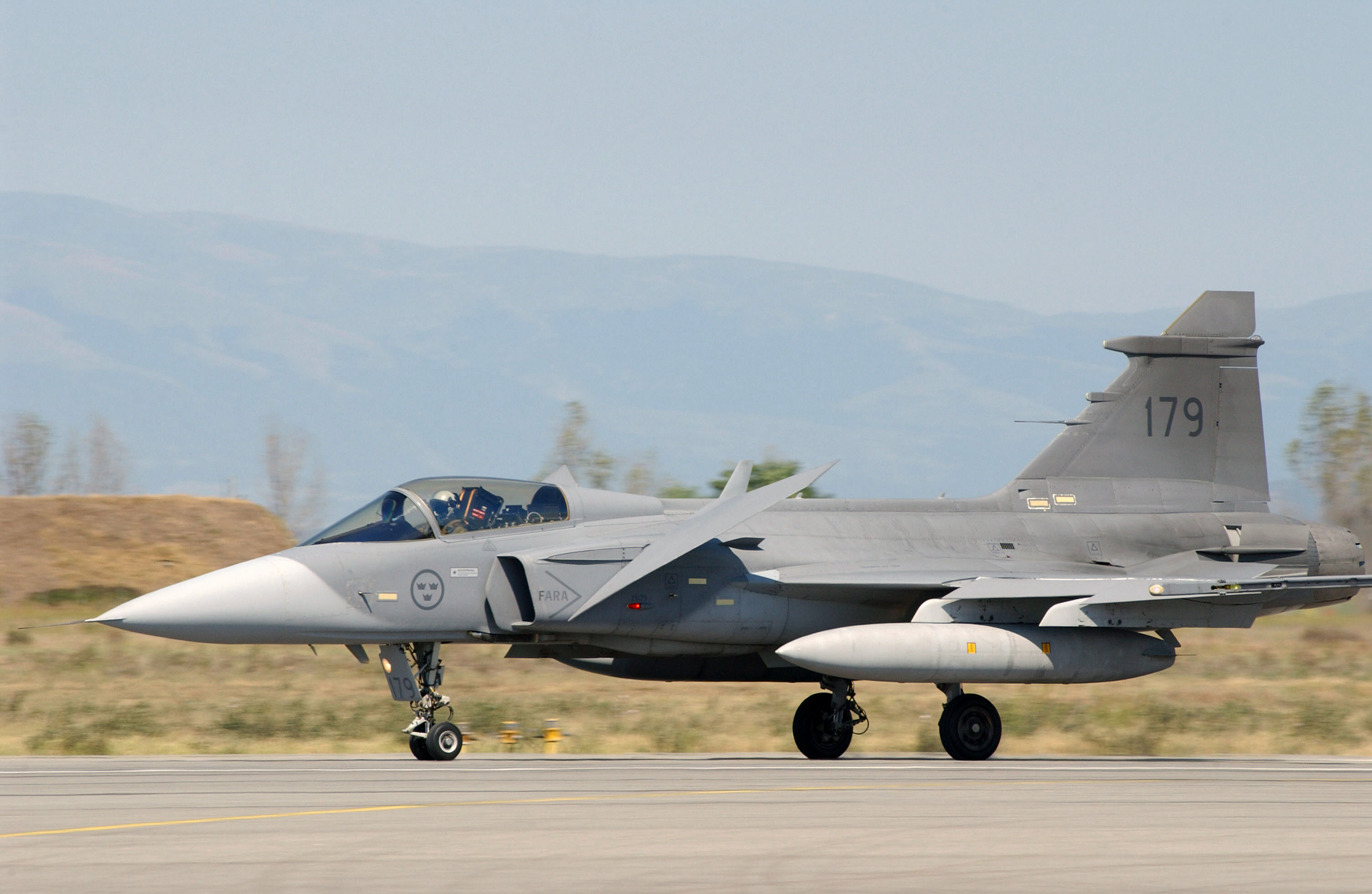
Saab JAS 39 Gripen
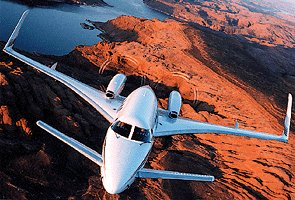
Административный самолет Beechcraft Starship
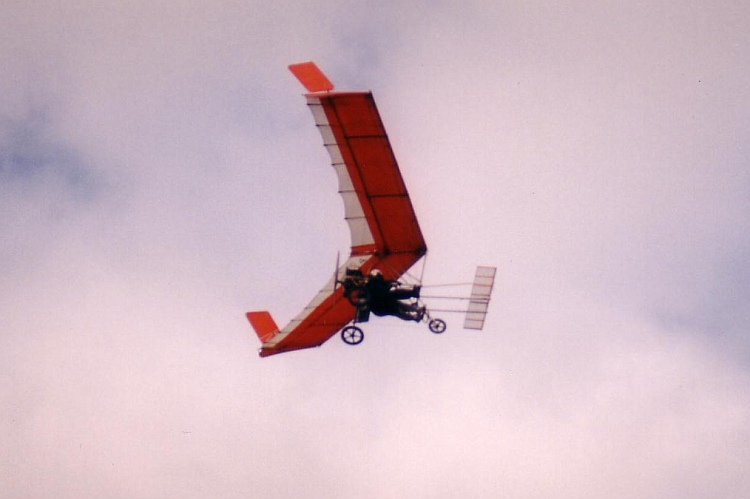
Схема «утка» применяется и в малой авиации (Pterodactyl Ascender II+2)
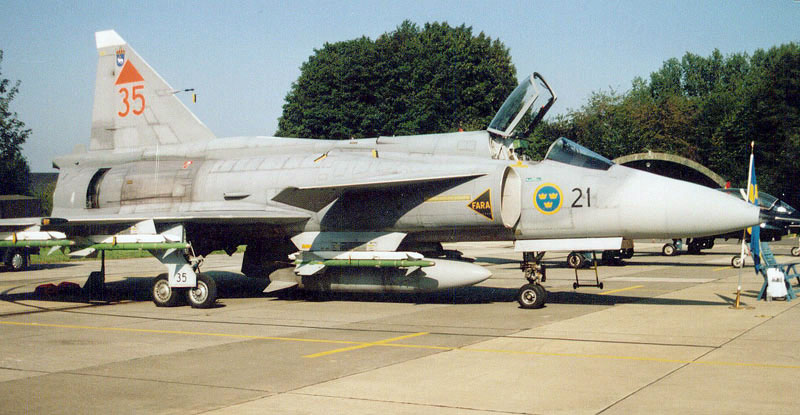
Saab 37 Viggen. Первый в мире серийный военный реактивный самолёт с передним горизонтальным оперением
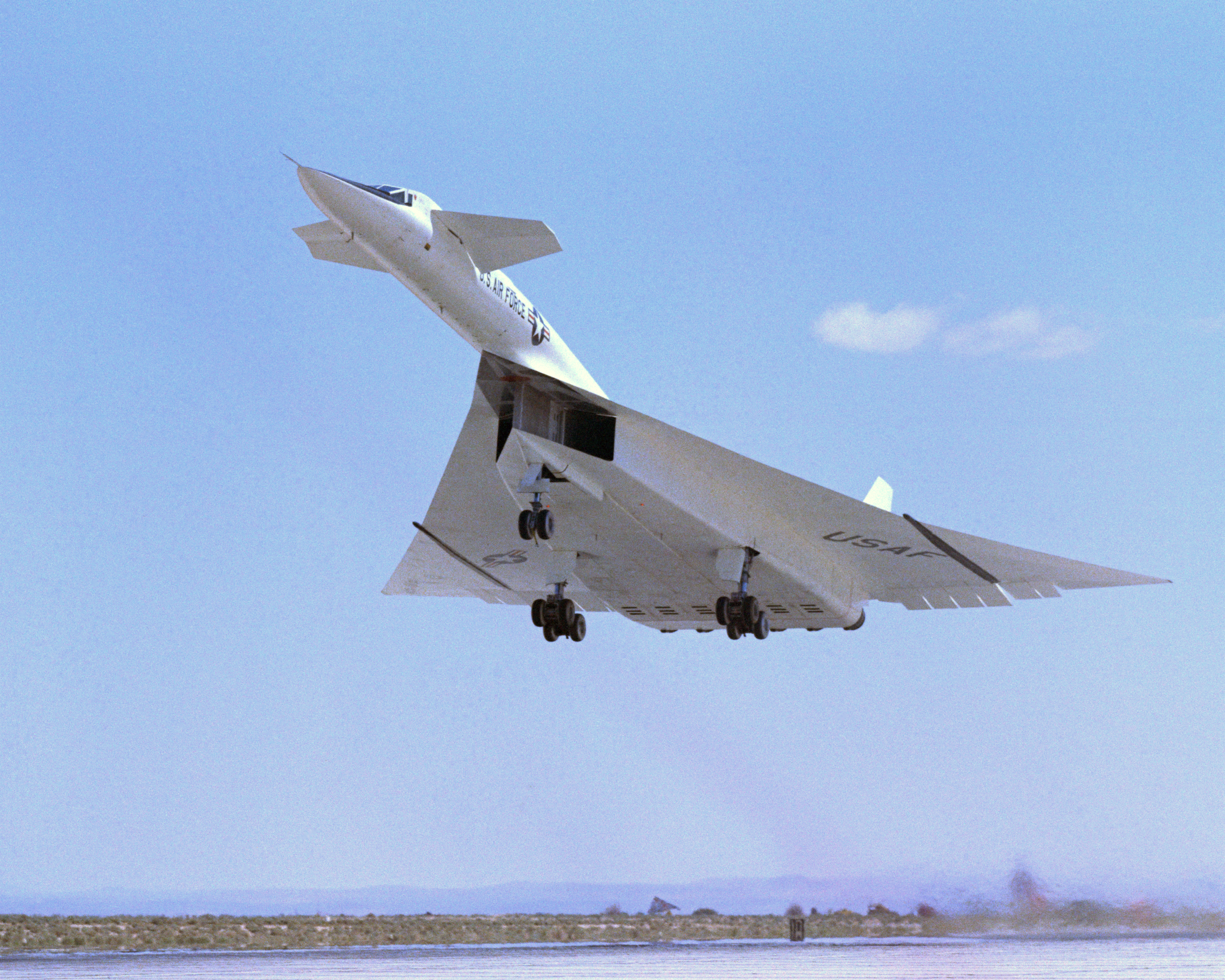
XB-70 Valkyrie
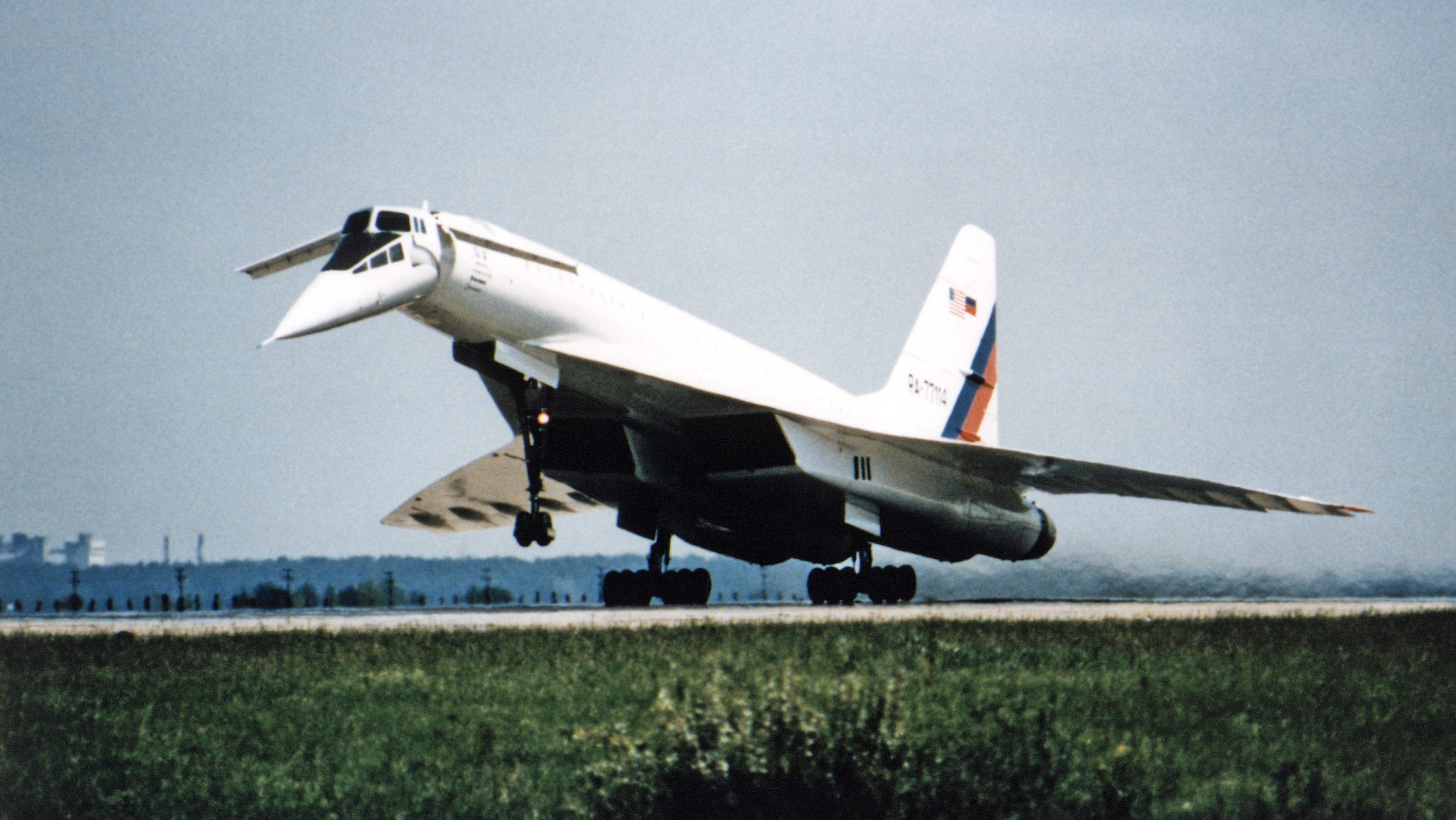
Ту-144
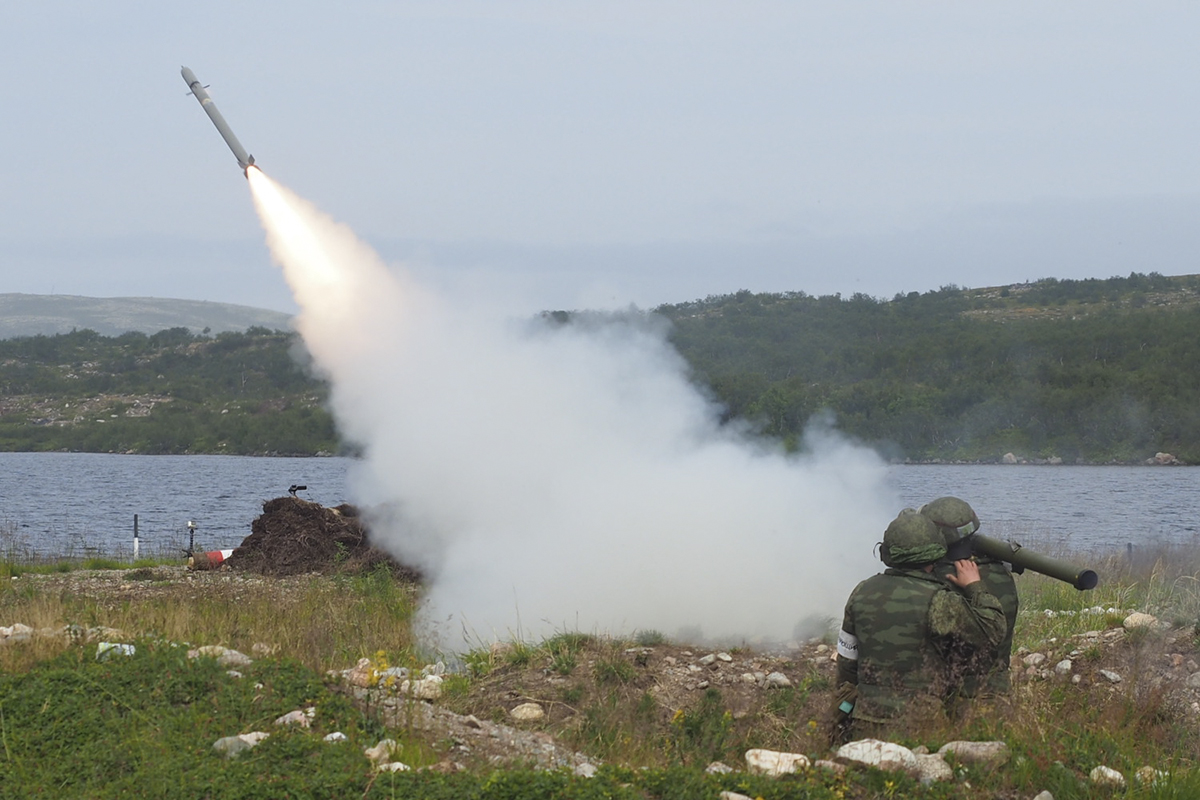
Большинство зенитных ракет ближней и малой дальности использует схему «утка»